# آی. آر. آپتون
آی. آر. آپتون (انگلیسی: A. R. Upton) بازیکن واترپلو اهل بلژیک است.
وی در مسابقات کشوری و بین‌المللی در مجموع برندهٔ ۱ مدال نقره شده‌است.